# شیلپا شینده
شیلپا شینده (انگلیسی: Shilpa Shinde؛ زادهٔ ۲۸ اوت ۱۹۷۷) هنرپیشه اهل هند است.
از فیلم‌هایی که وی در آن نقش داشته است می‌توان به عروسی پنجابی پاتل اشاره کرد.